# 近距离作战系列
近距离作战是由原子游戏开发的一系列即时战术 (RTT) 电脑游戏。在近距离作战中，玩家以二维俯视视角控制一小支部队（排或者连级）并带领他们参加二战中的战斗。 

## 历史
近距离作战最初是作为由Avalon Hill公司开发的广受欢迎的桌面战棋游戏“资深排长”的电脑游戏版开发的，主要的士气模型顾问斯蒂文·西维尔博士是战争精神创伤方面的专家。在此之前原子游戏公司已经为Avalon Hill开发了几块游戏，比如“十字军行动”和“斯大林格勒”。然而由于Avalon Hill陷入经济困难以至最终破产，原子游戏接手了他们已经完成的工作，放弃了桌面游戏系列而继续与微软合作进行游戏开发。近距离作战系列的前三款（近距离作战，遥远的桥，俄国前线）在当时作为微软发行的不多的几款游戏之一十分有名，而原版中的后两款作品（突出部战役和登陆诺曼底）则是由战略模拟公司（SSI）发行。
近距离作战I和II在微软的Windows和苹果的MacOS平台上都有发行，但是之后的版本都只有Windows发行版。2005年，原子游戏被Destineer（en:Destineer）公司收购，后者授权矩阵游戏继续开发三个以近距离作战为名的游戏。矩阵游戏一开始雇请了CSO Simtek来开发这些续作，后来换成了Strategy 3 Tactics。
五款“原版”的近距离作战都是即时战术的军事模拟游戏，使用可以容纳两位玩家的俯视视图。每一款游戏都设置在二战中的某个欧洲战场，玩家可以指挥步兵和装甲的混合单位，在后几作中还纳入了地图外的炮兵、迫击炮和空中支援（空袭/空投补给）。虽然使用俯视视图，但后几作中也包括地形高度建模和多层建筑可视模式（士兵进入后会去除屋顶以观察室内情况）。整体来说游戏对战斗场面的刻画十分真实，包括士兵和装备的精神和物理状态都得到了很好的刻画，比如惊慌、发狂、燃烧、失去战斗力、被压制等等。

## 创新
相对之前的游戏而言，近距离作战系列具有以下五个主要的不同之处，这些创新内容也使得近距离作战比大部分其他的即时战术、即时战略游戏更加真实。
- 精神状态：近距离作战为每个战斗人员建立了心理模型（也即“士气”）。一名士兵的士气会受到以下因素的影响：附近的我方军官、得到友军单位的支持、遭到敌火射击、遭受伤亡以及被指挥官“遗忘”等。当没有面对危险的时候士兵会保持沉着，当被敌军火力压制时会退缩，当周围布满伤亡的战友而敌人的喷火兵正在接近的时候会惊慌失措……在大部分其他即时战略游戏中单位总是会执行命令，哪怕这些命令几乎就是自杀，而这种心理模型使得在近距离作战中无法使用一些其他游戏里屡试不爽的战术。比如，在近距离作战中面对机枪扫射下令步兵集团冲锋后，士兵们没走几步就会四散寻找掩护而拒绝执行命令，甚至开小差脱离战斗——正确的做法是利用地形和烟雾隐蔽接近到足够距离，在所能组织的所有火力的支援下交替掩护前进。

- 经验：在近距离作战中，后備单位或者替换的部队不论开火还是移动都更慢，也更容易陷入恐慌，因此面对老兵单位将比较吃亏——但是经验并不会改变士兵手中武器的威力，再有经验的士兵也无法把手里的冲锋枪当机枪使。这与其他游戏中所有相同的单位表现类似或者老兵单位有加强的武器和装甲的设计大为不同。

- 弹药情况：近距离作战对每个单位所携带的弹药单独建模，高强度交火下部队会很快耗尽弹药（尤其是冲锋枪和班用机枪等自動火器自动武器）。如果弹药耗尽，战斗意志坚强的部队可能伺机进行白刃战，反之也许会在敌人接近时直接举手投降——不过，士兵们也可以从倒下的战友与敌人身上搜寻武器与弹药，因此有时候一场混战过后你可以看见美军步兵扛着德军的“装甲噩梦”火箭筒，或者德军士兵端着美军的汤普森冲锋枪。与之相比，大部分即时战略游戏中的单位都拥有无限的弹药和补给。

- 物理状况：在近距离作战中，士兵没有一般即时战略游戏中俗称“血条”的“生命值”概念，而只有以下几种状态：健康（Healthy）；轻伤（Injured）——受到伤害但仍然能够作战，不过开火和移动的速度都会受到影响；重伤（Incapacitated）——受伤严重而无法再作战；最终的阵亡（Dead）。实际上重伤和阵亡是一个概念，这名士兵在本次战斗和以后的战斗中都无法再上阵。相应的，装甲车辆和火炮也会有各种状态，包括良好（Operating），主炮损坏（红色的Main Gun），行走机构损坏（Immobile——无法移动），辅助武器损坏（比如坦克上的机枪）等，操作相应部分的乘员阵亡也会导致车辆或火炮无法运作，比如驾驶员阵亡后车辆可能就无法移动，坦克炮塔里的乘员都伤亡后就只剩车体上的机枪能够开火——这辆坦克的价值也就大大缩水了。在近距离作战中，绝对不会出现濒死的单位仍然活蹦乱跳的情况。

- 耐力：在近距离作战中，单位可以是在休息中（Healthy），或者激烈运动后喘息（Winded）——除非经过休息否则士兵的行动会变慢，精疲力尽时的疲劳（Fatigued）——在这次战斗接下来的部分中都将慢腾腾的。毕竟，你不能指望一个士兵在扛着12kg重的MG-42机枪外带几百发子弹，若干公斤中的其他装备还能活蹦乱跳。相比之下，在其他的即时战略游戏中，单位是永远不会感到疲惫的。

## 战术
以上提到的各项要素使得玩家需要了解现实中的指挥和战术，比如仔细将部队部署在掩蔽部，组织埋伏，利用地形地物掩护进攻，在地形和烟幕的遮掩进攻行动等等。有效的指挥，比如让班组与他们的指挥官不要离得太远，不要派菜鸟单位去强攻，保持火力节奏以免耗尽弹药都有助于玩家在战斗中取得优势。
想要在近距离作战中取得胜利，玩家必须有效地运用多兵种合成战术。步兵突击需要机枪、步兵炮、坦克和迫击炮的支援以压制敌军的反击火力；而装甲单位也许要步兵单位来提供侦查与保护。虽然坦克拥有强大的火力，但是面对隐蔽的火箭筒仍然十分脆弱，特别是在狭窄的街道或者树林中时埋伏的反坦克手们可以等待坦克暴露出脆弱的侧后方装甲时一击毙命。埋伏的反坦克炮和敌方坦克同样是坦克的大敌，稍不留神你的装甲力量就会变成火球同时对整个连队的士气造成重大打击。
因此，这个游戏的受众并不是很广，通常来说相对缓慢而仔细的玩家都能占据优势；而另一方面，一旦习惯了在缓慢的游戏过程中全程紧绷的节奏，这款作品就变得非常有吸引力。

## 作品

### 原版系列
| 名称                    | 发布年份 | 战场                        | 发布平台 | 备注 |
| ----------------------- | -------- | --------------------------- | -------- | ---- |
| 近距离作战              | 1996     | 二战：诺曼底登陆-奥马哈海滩 | Mac, PC  |      |
| 近距离作战：遥远的桥    | 1997     | 二战：市场花园行动          | Mac, PC  |      |
| 近距离作战3：俄国前线   | 1998     | 二战：东线                  | PC       |      |
| 近距离作战4：突出部战役 | 1999     | 二战：阿登反击              | PC       |      |
| 近距离作战5：登陆诺曼底 | 2000     | 二战：诺曼底登陆-犹他海滩   | PC       |      |

### 训练工具
| 名称                   | 发布年份 | 战场 | 发布平台 | 备注 |
| ---------------------- | -------- | ---- | -------- | ---- |
| 近距离作战：陆战队员   | 2004     | 现代 | PC       |      |
| 近距离作战：皇家空军团 | 2006     | 现代 | PC       |      |

### 复刻版
| 名称                     | 发布年份 | 战场               | 发布平台 | 备注                   |
| ------------------------ | -------- | ------------------ | -------- | ---------------------- |
| 近距离作战：铁十字勋章   | 2007     | 二战：东线         | PC       | CC3的复刻              |
| 近距离作战：现代战术     | 2007     | 假想的现代世界     | PC       | CC:Marines的商业增强版 |
| 近距离作战：守望莱茵     | 2008     | 二战：阿登反击     | PC       | CC4的复刻              |
| 近距离作战：最长的一天   | 2009     | 二战：诺曼底登陆   | PC       | CC5的复刻              |
| 近距离作战：最后的阿纳姆 | 2010     | 二战：市场花园行动 | PC       | CC2的复刻              |

### 取消的计划
| 名称                 | 发布年份 | 战场           | 发布平台 | 备注 |
| -------------------- | -------- | -------------- | -------- | ---- |
| 近距离作战：红色凤凰 | 取消     | 假想的现代世界 | PC       |      |

### 衍生产品
| 名称                 | 发布年份 | 战场           | 发布平台    | 备注 |
| -------------------- | -------- | -------------- | ----------- | ---- |
| 通往巴格达之路       | 2004     | 伊拉克战争     | PC          |      |
| 近距离作战：先发制人 | 2005     | 假想的现代世界 | PC,Mac,Xbox |      |